# Hemicircini
Hemicircini – monotypowe plemię ptaków z podrodziny dzięciołów (Picinae) w rodzinie  dzięciołowatych (Picidae).

## Zasięg występowania
Plemię obejmuje gatunki występujące w Azji Południowej i Południowo-Wschodniej.

## Morfologia
Długość ciała 13–16 cm; masa ciała 27–50 g.

## Systematyka

### Etymologia
- Hemicircus: gr. ἡμι- hēmi- „pół”, od ἡμισυς hēmisus „połowa”; κερκος kerkos „ogon”[6].
- Micropicos: gr. μικρος mikros „mały”; nowogr. πικος pikos „dzięcioł”, od łac. picus „dzięcioł”[7]. Gatunek typowy: Picus concretus Temminck, 1821.

### Podział systematyczny
Do plemienia należy jeden rodzaj z dwoma gatunkami:
- Hemicircus concretus (Temminck, 1821) – kusodrwal czerwonoczuby
- Hemicircus canente (Lesson, 1830) – kusodrwal żałobny